# Аеродром Миконос
Аеродром Миконос (грч. Αεροδρόμιο Μυκόνου) је међународни аеродром на Миконосу, светски познатом грчком острву по средоземном туризму. Аеродром је од града Миконоса удаљен 4 километра источно.
2024. године кроз Аеродром Миконос је прошло преко 1,6 милиона путника. Највећи број путника су туристи који посећују острво лети, док ван сезоне лете само две линије ка Атини.

## Авио-компаније и дестинације
Следеће авио-компаније обављају редовне и чартер летове на аеродрому Миконос:
| Airlines                      | Destinations                                                               |
| ----------------------------- | -------------------------------------------------------------------------- |
| Aegean Airlines               | Athens Seasonal: Istanbul (begins 5 June 2025), Tel Aviv, Thessaloniki     |
| Air France                    | Seasonal: Paris–Charles de Gaulle                                          |
| Air Serbia                    | Seasonal: Belgrade (begins 6 June 2025)                                    |
| Arkia                         | Seasonal: Tel Aviv                                                         |
| Austrian Airlines             | Seasonal: Vienna                                                           |
| Bluebird Airways              | Seasonal: Tel Aviv                                                         |
| British Airways               | Seasonal: London–Heathrow                                                  |
| Cyprus Airways                | Seasonal: Larnaca                                                          |
| Discover Airlines             | Seasonal: Frankfurt, Munich                                                |
| EasyJet                       | Seasonal: Geneva, London–Gatwick, Manchester, Milan–Malpensa, Naples, Nice |
| Edelweiss Air                 | Seasonal: Zürich                                                           |
| Etihad Airways                | Seasonal: Abu Dhabi                                                        |
| Eurowings                     | Seasonal: Düsseldorf, Hamburg, Stockholm–Arlanda, Stuttgart                |
| Flydubai                      | Seasonal: Dubai–International                                              |
| Flynas                        | Seasonal: Riyadh                                                           |
| Gulf Air                      | Seasonal: Bahrain                                                          |
| Iberia Express                | Seasonal: Madrid                                                           |
| Kuwait Airways                | Seasonal: Kuwait City                                                      |
| Lufthansa                     | Seasonal: Munich                                                           |
| Luxair                        | Seasonal: Luxembourg                                                       |
| Middle East Airlines          | Seasonal: Beirut                                                           |
| Neos                          | Seasonal: Bologna, Milan–Malpensa, Rome–Fiumicino, Verona                  |
| Qatar Airways                 | Seasonal: Doha                                                             |
| Ryanair                       | Seasonal: Bologna, Budapest, Naples, Paphos, Vienna                        |
| Saudia                        | Seasonal: Riyadh                                                           |
| Scandinavian Airlines         | Seasonal: Stockholm–Arlanda                                                |
| Sky Express                   | Athens Seasonal: Thessaloniki                                              |
| Sundor                        | Seasonal: Tel Aviv                                                         |
| Swiss International Air Lines | Seasonal: Geneva                                                           |
| Transavia                     | Seasonal: Amsterdam, Paris–Orly                                            |
| TUI fly Belgium               | Seasonal: Brussels                                                         |
| Volotea                       | Seasonal: Bari, Marseille, Nantes, Naples, Venice                          |
| Vueling                       | Seasonal: Barcelona, Rome–Fiumicino                                        |
| Wizz Air                      | Seasonal: Bucharest–Otopeni, Naples, Rome–Fiumicino, Venice                |